# Villevêque
Villevêque foi uma comuna francesa na região administrativa da Pays de la Loire, no departamento de Maine-et-Loire. Estendia-se por uma área de 28,03 km². Em 2010 a comuna tinha 5 709 habitantes (densidade: 203,7 hab./km²).
Em 1 de janeiro de 2019, passou a formar parte da nova comuna de Rives-du-Loir-en-Anjou.